# منديغ
منديغ (بالألمانية: Mendig) هي بلدة ألمانية تقع في ألمانيا في راينلند بالاتينات. يقدر عدد سكانها بـ 8,678 نسمة .

## أعلام
- أندريا ناليس